# Oscar Pettiford

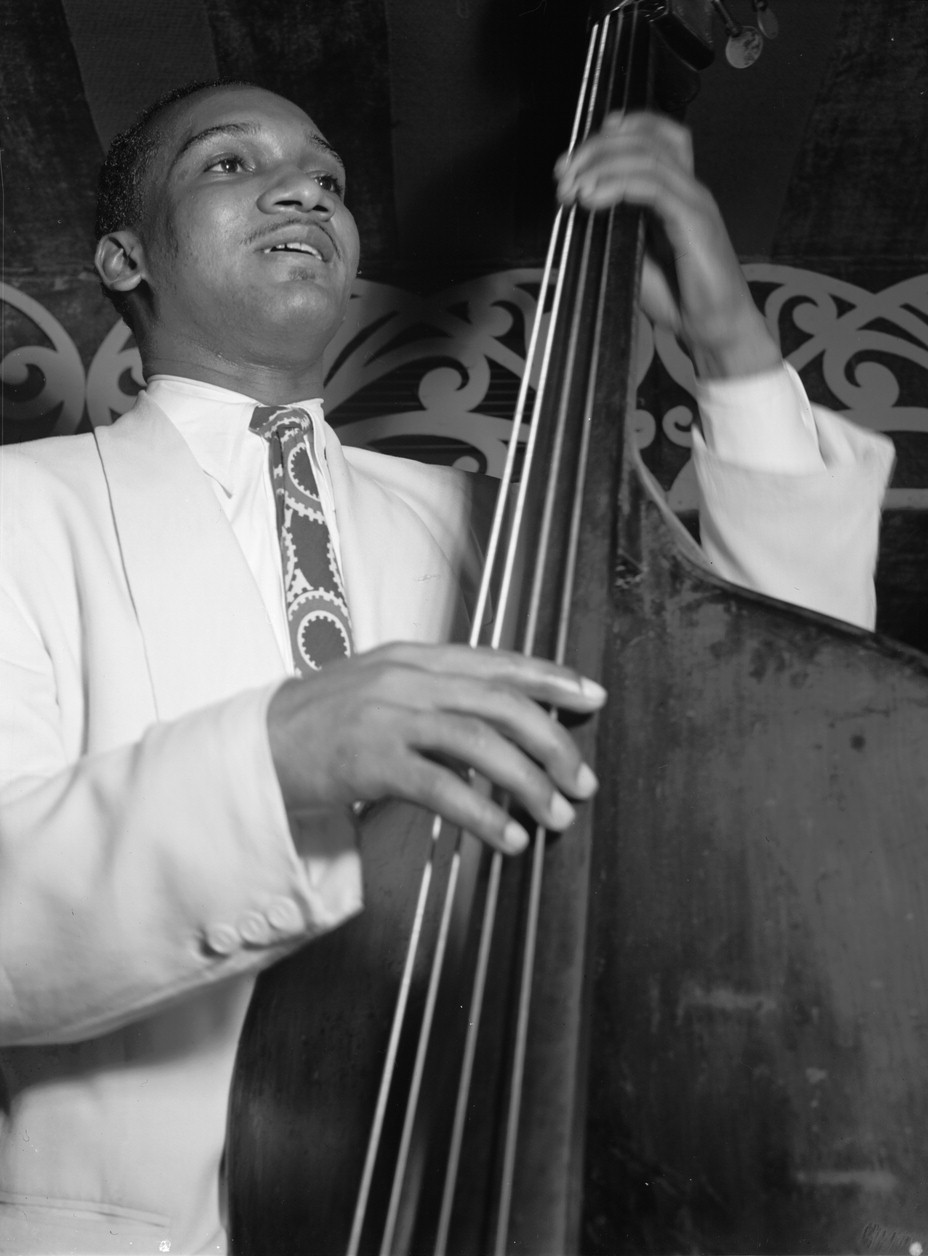
Oscar Pettiford 1946

Oscar Pettiford, född 30 september 1922 i Okmulgee, död 8 september 1960 i Köpenhamn, var en amerikansk kontrabasist och cellist
Pettiford växte upp i en mycket musikalisk familj och lärde sig spela flera instrument innan han bestämde sig för cellon och kontrabasen som sina huvudinstrument. Han var en av de få som använt cello inom jazz. Han spelade med många av jazzens legender, bl.a. Dizzy Gillespie, Roy Eldridge, Sonny Rollins, Duke Ellington och Thelonious Monk. Pettiford är nog ändå mest känd för sitt inflytelserika basspel inom bebop. Sina sista år levde han i Köpenhamn, såsom flera andra jazzartister.